# Antonella Bevilacqua
Antonella Bevilacqua (Foggia, 15 ottobre 1971) è un'ex altista italiana, medaglia d'oro ai Giochi del Mediterraneo di Bari 1997.
Ha detenuto per 13 anni il primato italiano indoor con la misura di 1,98 m ed è stata per tredici volte campionessa nazionale.

## Biografia
Vanta 29 presenze in nazionale. Ha partecipato alla XXV Olimpiade di Barcellona nel 1992 e alla XXVI Olimpiade di Atlanta classificandosi quarta, poi il risultato è stato invalidato a causa di una squalifica retroattiva inflittale successivamente dalla IAAF, nonostante la FIDAL avesse accettato la buona fede dell'atleta.
Ha partecipato ai campionati del mondo di atletica leggera 1993 a Stoccarda, dove è arrivata sesta, e quelli del 1997 ad Atene, piazzandosi settima. Nel 1991 è arrivata quinta ai Giochi del Mediterraneo ad Atene e nel 1997 ha vinto i Giochi del Mediterraneo a Bari.
Nel 1994 sigla ad Atene il nuovo primato italiano indoor della specialità che era appartenuto a Sara Simeoni per 13 anni (1981). Il primato della Bevilacqua è rimasto imbattuto fino al 2007, allorché le fu soffiato da Antonietta Di Martino, che il 13 febbraio di quell'anno, fu la prima italiana a valicare i 2,00 m indoor. È stata campionessa italiana outdoor nel 1992, 1993, 1994, 1996, 1997, 2003  e indoor nel 1991, 1993, 1994, 1996, 1997, 2000 e 2004. Attualmente è la preparatrice atletica del circolo di tennis "Tennis Club Foggia".

## Progressione
- 1984 (13): 1,58;
- 1985 (14): 1,67;
- 1986 (15): 1,79;
- 1987 (16): 1,82;
- 1988 (17): 1,82;
- 1989 (18): 1,83;
- 1990 (19): 1,89;
- 1991 (20): 1,86-1,89i;
- 1992 (21): 1,95;
- 1993 (22): 1,94-1,95i;
- 1994 (23): 1,92-1,98i;
- 1995 (24): infortunata;
- 1996 (25): 1,99;
- 1997 (26): 1,98;
- 1998 (27): 1,65 (infortunata);
- 1999 (28): 1,91;
- 2000 (29): 1,88-1,92i;
- 2001 (30): 1,73;
- 2002 (31): 1,92;
- 2003 (32): 1,92;
- 2004 (33): 1,90-1,93i;
- 2005 (34): 1,83;
- 2006 (35): 1,83;
- 2007 (36): 1,85;
- 2008 (37): -

## Palmarès
| Anno | Manifestazione          | Sede            | Risultato | Misura | Note                          |
| ---- | ----------------------- | --------------- | --------- | ------ | ----------------------------- |
| 1996 | Giochi olimpici         | Atlanta         | 4º posto  | 1,99 m | Miglior prestazione personale |
| 1997 | Giochi del Mediterraneo | Bari            | Oro       | 1,98 m | [ 4 ]                         |
| 1998 | Coppa Europa            | San Pietroburgo | Bronzo    | 1,97 m | [ 5 ]                         |

## Campionati nazionali
Campionati italiani assoluti
- Oro: 6 volte (dal 1991 al 1994, 1996, 1997 e 2003)[6]

Campionati italiani indoor
- Oro: 7 volte (1991, 1993, 1994, 1996, 1997, 2000 e 2004)[7]